# اسماعیل بی‌لی
اسماعیل بی‌لی (به لاتین: İsmayılbəyli) یک منطقه مسکونی در جمهوری آذربایجان است که در شهرستان ترتر واقع شده است. اسماعیل بی‌لی ۱۴۰۵ نفر جمعیت دارد.